# Orgilus mundus
Orgilus mundus är en stekelart som beskrevs av Muesebeck 1970. Orgilus mundus ingår i släktet Orgilus och familjen bracksteklar. Inga underarter finns listade i Catalogue of Life.